# Magnus Nordman
Magnus Magnusson Nordman, född 23 augusti 1867 i Lyngby församling, Malmöhus län, död 31 augusti 1952 i Kungsbacka församling i Hallands län, var en svensk läkare.
Efter mogenhetsexamen i Helsingborg 1890 avlade Nordman mediko-filosofisk examen 1891, blev medicine kandidat 1895 och medicine licentiat 1897, allt i Lund. Han var praktiserande läkare i Helsingborg 1899–1900, i Höör 1901–04, extra provinsialläkare i Vellinge distrikt 1904–15, provinsialläkare i Vrigstads distrikt 1915–18, järnvägsläkare på linjen Lammhult–Sävsjö 1918, provinsialläkare i Örnsköldsviks distrikt 1918–21, samma tid järnvägsläkare på linjerna Skorped–Norrfors och Mellansel–Örnsköldsvik, och förste provinsialläkare i Värmlands län 1921–32, då han avgick med pension.
Nordman tilldelades statens större resestipendium 1916, innehade Pasteurs resestipendium 1919, varunder hygienisk studieresa i USA. Han deltog i den av Nationernas förbund anordnade hygieniska studieresan till Storbritannien och Österrike 1923. Han tilldelades av Svenska nationalföreningen mot tuberkulos ett extra pris för tävlingsskrift rörande personlig hygien 1921. Han skrev ett antal artiklar i Svenska läkartidningen.
Han var från 1899 gift med Cecilia Alice Rasmusson (1872–1951).